# Muzika CS
Muzika CS byla hudební stanice společnosti FILM EUROPE, s.r.o. Vysílala od dubna 2010 do listopadu 2016.
Vysílání stanice bylo zaměřeno na hudební pořady a videoklipy československé, české a slovenské scény období od vzniku pravidelného televizního vysílání v 50. letech do 90. let. Stanice se profilovala jako hudební stanice se zaměřením na styl oldies, včetně neoficiální rockové a alternativní scény období komunistické ČSSR.
Vysílání bylo ukončeno k 30. listopadu 2016.